# Edizioni Alpe
La Edizioni Alpe (prima Edizioni Economiche Italiane e negli anni quaranta anche come Edizioni Subalpino) è stata una casa editrice italiana fondata da Giuseppe Caregaro nel 1939 e attiva fino alla fine degli anni ottanta specializzata nella pubblicazione di fumetti, romanzi e periodici, celebre per aver introdotto o reso popolari numerosi personaggio dei fumetti umoristici quali Cucciolo e Beppe, Tiramolla, Sceriffo Fox, Pugacioff, Pepito, Serafino.

## Storia

### Esordi e anni quaranta
La casa editrice venne fondata a Milano nel 1940 da Giuseppe Caregaro, che la diresse fino al 1963; quando venne sostituito prima da Leonello Martini (1964-1976) e poi Teresa Comelli fino alla chiusura intorno al 1985. La sede si trovava in via Poma (al civico 10 poi 42) e successivamente in via Piolti de' Bianchi 4. Durante il periodo post seconda guerra mondiale, cambiò temporaneamente nome in "Alpe Subalpina". Caregaro caratterizzò l'attività della casa editrice diversificandone l'offerta pubblicando romanzi, riviste di informazione cinematografica, enigmistica e fumetti.

### Anni cinquanta
Dopo essere stata ribattezzata "Editoriale Subalpino" a causa di un fallimento nel periodo bellico, nel 1949 riprese il suo nome e da quel momento si dedicò prevalentemente al fumetto umoristico, con l'eccezione della serie Belle Avventure, pubblicata fino al 1957. Il 15 aprile 1949 uscì il primo numero della collana Gaie Fantasie, serie di albi mensili di 48 pagine in grande formato. All'inizio la serie ristampava racconti da Gli Albi della Fantasia e Scimmiottino (qui chiamato con il suo nome originale), tra cui tutti quelli di Cucciolo (nella versione animale e umana) e quelli di Coriolano", accompagnati dalle fiabe e dalle altre storie in stile realistico. Come novità propose dal secondo numero la coppia pinguino-orsetto Gianni e Marcello di Enzo Piccardo, poi di Dario Guzzon e di Egidio Gherlizza e, dal terzo, lo Sceriffo Fox di Giorgio Rebuffi.
Nel 1956 esordì la rivista Picchiarello che verrà edita per quasi 300 numeri fino al 1980.

### Anni sessanta/settanta/ottanta
Dal n. 14 del 1962 Cucciolo pubblicò in copertina il marchio di "Garanzia Morale", associazione di editori italiani che assicurava l'assenza di disegni e situazioni eccepibili allo scopo di evitare una minacciata pre-censura governativa simile a quella cinematografica. Il logo della rivista subì due radicali modifiche nel 1963 (N. 10) e nel 1970 (N.1). Giuseppe Caregaro diresse l'Alpe fino al 1963, anno della sua morte, che segnò l'inizio del declino della casa editrice. Lo sostituiscono lo scrittore Leonello Martini, direttore creativo e importante figura amministrativa della casa editrice fin dagli anni quaranta (1964-1976), quindi l'ex amministratrice Teresa Comelli, che diventò proprietaria dell'azienda nel 1977. Gli autori "classici" come Bottaro e Rebuffi passarono a lavori più remunerativi e artisticamente più soddisfacenti; la produzione di nuove storie - realizzate da Gino Esposito ("Gino Scott"), Mario Moletti, Alberico Motta, Attilio Ortolani ("Attor"), Nik Seccis, Maria Luisa Uggetti e, soprattutto, dai volenterosi Sante Villani, in arte Vilsa e Carlo Signoroni, in arte Willi's - non riuscì a replicare il successo del periodo d'oro degli anni cinquanta e sessanta. Fin dagli anni cinquanta Cucciolo comparve in un'infinita serie di ristampe, albi speciali, raccolte nei formati più disparati. Alla fine, dopo effimeri tentativi di rinnovamento, Cucciolo e tutte le altre testate della Casa Editrice Alpe chiusero nel 1987 e i diritti delle storie e dei personaggi, di cui Teresa Comelli si riteneva esclusiva proprietaria, vennero ceduti alla casa editrice Fratelli Vallardi.

## Autori
Caregaro stesso fu l'ideatore, nel 1940, insieme a Federico Pedrocchi e al disegnatore Rino Anzi, di personaggi protagonisti di storie a fumetti umoristico/avventurose, di genere disneyani, Cucciolo e Beppe, che caratterizzeranno la casa editrice; vennero pubblicati inizialmente sugli Albi del Scimiottino, e poi su Cucciolo, il cui successo arrivò con l'adozione del formato a libretto e che dai primi anni cinquanta arrivarono a vendere quasi così come il settimanale Topolino della Mondadori, e dalla presenza altri abili autori, come Umberto Manfrin e soprattutto Giorgio Rebuffi che li reinterpretò magistralmente un decennio dopo e che fu anche il creatore grafico del personaggio di Tiramolla, ideato da Roberto Renzi, che esordì ad agosto 1952 su Cucciolo come comprimario; questi, insieme ad altri personaggi come Pugacioff (1959), Bombarda e Giona, arricchiranno l'universo narrativo di Cucciolo; in precedenza (1948) Rebuffi aveva creato anche un altro personaggio di rilievo, il corvo antropomorfo Sceriffo Fox, tra i primi esempi di western umoristico.
Altro autore di rilievo fu Luciano Bottaro che nel 1951 creò la serie Tim e i Pirati, precursore del più famoso Pepito, che esordirà nel 1952 sempre su Cucciolo; il secondo episodio venne pubblicato poco dopo sulla collana Gaie Fantasie. Il personaggio diverrà molto apprezzato anche in Francia tramite l'editore SageEdition. Altri personaggi creati sugli albi delle Edizioni Alpe sono il gatto Maramao e il sergente Baldo. Bottaro diverrà comunque famoso come autore Disney per la quale, tramite l'editore Mondadori, nel 1952 realizzò la sua prima storia. Rebuffi e Bottaro hanno fatto parte del primo nucleo di un gruppo di fumettisti italiani di primaria rilevanza noti come la 'scuola di Rapallo'.
Altro personaggio di rilievo fu Serafino, creato nel 1948 da Egidio Gherlizza per la testata Gaie Fantasie; Gherlizza ideò altri personaggi come La famiglia Chicchirichì, l'orsetto Gianni e il pinguino Marcello. Serafino avrà una testata propria nel 1973.
Altro grande autore italiano fu Antonio De Vita molto noto in Francia, dove venne apprezzato per il Piccolo Duca Mirko (Le Petit Duc), apparso sul mensile KIWI. Per le Edizioni Alpe realizzò storie di Razzo Bill, alternandosi con Francesco Gamba, sulla testata Gli Albi dell'Ardimento (1947-1948), Jimmi And Johnny su la "Collana Piccole Storie" (1948-1949), fiabe e racconti sulla testata "Gaie Fantasie" e "Cucciolo" (anni cinquanta). Anche "Il Piccolo Duca" è stato pubblicato, sulla testata "Robin", a fine anni cinquanta. Tra gli altri autori di rilievo si ricordano infine Tiberio Colantuoni e il decano Antonio Terenghi.